# Motorcross der Naties 2011
De 65e Motorcross der Naties werd gereden op 18 september 2011 in het Franse Saint-Jean-d'Angély.
Van de meer dan dertig deelnemende landen mochten de twintig besten uit de kwalificaties deelnemen aan de finale. Elke ploeg bestond uit drie rijders: één in de MX1-klasse, één in de MX2-klasse, en één in de "Open" klasse, dus met vrije keuze van de motor. De wedstrijd bestond uit drie reeksen waarin telkens twee rijders per land uitkwamen: resp. MX1 en MX2, MX2 en Open, en MX1 en Open. De puntenstand per land was de som van de vijf beste plaatsen die de rijders in de reeksen behaalden; het slechtste resultaat werd geschrapt.
- Voor België bestond de ploeg uit Marvin Van Daele (MX1), Joël Roelants (MX2) en Kevin Strijbos (Open).
- Voor Nederland bestond de ploeg uit Herjan Brakke (MX1), Donny Bastemeijer (MX2) en Jeffrey Herlings (Open).

## Uitslag Kwalificaties

### Kwalificatiereeks MX1
| 1   | Ryan Dungey        | Verenigde Staten    |
| 2   | Antonio Cairoli    | Italië              |
| 3   | Christophe Pourcel | Frankrijk           |
| 4   | Chad Reed          | Australië           |
| 5   | Tyla Rattray       | Zuid-Afrika         |
| 6   | Rui Gonçalves      | Portugal            |
| 7   | Tanel Leok         | Estland             |
| 8   | Evgeny Bobryshev   | Rusland             |
| 9   | Tommy Searle       | Verenigd Koninkrijk |
| 10  | Jonathan Barragán  | Spanje              |
| ... | ...                | ...                 |
| 16  | Marvin Van Daele   | België              |
| ... | ...                | ...                 |
| 18  | Herjan Brakke      | Nederland           |

### Kwalificatiereeks MX2
| 1   | Blake Baggett       | Verenigde Staten    |
| 2   | Marvin Musquin      | Frankrijk           |
| 3   | Dean Wilson         | Verenigd Koninkrijk |
| 4   | Ken Roczen          | Duitsland           |
| 5   | Joël Roelants       | België              |
| 6   | Alessandro Lupino   | Italië              |
| 7   | Pascal Rauchenecker | Oostenrijk          |
| 8   | Stefan Kjær Olsen   | Denemarken          |
| 9   | José Butrón         | Spanje              |
| 10  | Stuart Edmonds      | Ierland             |
| ... | ...                 | ...                 |
| 20  | Donny Bastemeijer   | Nederland           |

### Kwalificatiereeks Open
| 1  | Ryan Villopoto   | Verenigde Staten |
| 2  | Davide Guarneri  | Italië           |
| 3  | Gautier Paulin   | Frankrijk        |
| 4  | Kevin Strijbos   | België           |
| 5  | Brett Metcalfe   | Australië        |
| 6  | Gareth Swanepoel | Zuid-Afrika      |
| 7  | Jeffrey Herlings | Nederland        |
| 8  | Arnaud Tonus     | Zwitserland      |
| 9  | Carlos Campano   | Spanje           |
| 10 | Martin Michek    | Tsjechië         |

## Uitslag Reeksen

### Eerste Reeks (MX1 + MX2)
| 1   | Chad Reed         | Australië           |
| 2   | Ken Roczen        | Duitsland           |
| 3   | Ryan Dungey       | Verenigde Staten    |
| 4   | Tommy Searle      | Verenigd Koninkrijk |
| 5   | Tyla Rattray      | Zuid-Afrika         |
| 6   | Tanel Leok        | Estland             |
| 7   | Jonathan Barragán | Spanje              |
| 8   | Marvin Musquin    | Frankrijk           |
| 9   | Dean Wilson       | Verenigd Koninkrijk |
| 10  | Joël Roelants     | België              |
| ... | ...               | ...                 |
| 16  | Marvin Van Daele  | België              |
| ... | ...               | ...                 |
| 23  | Donny Bastemeijer | Nederland           |
| ... | ...               | ...                 |
| 29  | Herjan Brakke     | Nederland           |

### Tweede reeks (MX2 + Open)
| 1   | Gautier Paulin    | Frankrijk        |
| 2   | Jeffrey Herlings  | Nederland        |
| 3   | Ryan Villopoto    | Verenigde Staten |
| 4   | Ken Roczen        | Duitsland        |
| 5   | Kevin Strijbos    | België           |
| 6   | Gareth Swanepoel  | Zuid-Afrika      |
| 7   | Brett Metcalfe    | Australië        |
| 8   | Davide Guarneri   | Italië           |
| 9   | Carlos Campano    | Spanje           |
| 10  | Arnaud Tonus      | Zwitserland      |
| ... | ...               | ...              |
| 12  | Joël Roelants     | België           |
| ... | ...               | ...              |
| 21  | Donny Bastemeijer | Nederland        |

### Derde Reeks  (MX1 + Open)
| 1   | Ryan Villopoto   | Verenigde Staten    |
| 2   | Ryan Dungey      | Verenigde Staten    |
| 3   | Tyla Rattray     | Zuid-Afrika         |
| 4   | Tommy Searle     | Verenigd Koninkrijk |
| 5   | Davide Guarneri  | Italië              |
| 6   | Evgeny Bobryshev | Rusland             |
| 7   | Chad Reed        | Australië           |
| 8   | Gautier Paulin   | Frankrijk           |
| 9   | Jeffrey Herlings | Nederland           |
| 10  | Brett Metcalfe   | Australië           |
| 11  | Kevin Strijbos   | België              |
| ... | ...              | ...                 |
| 20  | Marvin Van Daele | België              |
| ... | ...              | ...                 |
| 26  | Herjan Brakke    | Nederland           |

### Eindstand
| 1  | Verenigde Staten    | 26 (1+2+3+3+17)    |
| 2  | Frankrijk           | 39 (1+8+8+11+11)   |
| 3  | Australië           | 44 (1+7+7+10+19)   |
| 4  | Verenigd Koninkrijk | 46 (4+4+9+14+15)   |
| 5  | België              | 54 (5+10+11+12+16) |
| 6  | Zuid-Afrika         | 56 (3+5+6+18+24)   |
| 7  | Duitsland           | 68 (2+4+13+21+28)  |
| 8  | Spanje              | 68 (7+9+14+19+19)  |
| 9  | Nederland           | 81 (2+9+21+23+26)  |
| 10 | Estland             | 86 (6+12+18+22+28) |